# Liste der Mitglieder der Deutschen Akademie der Naturforscher Leopoldina/1700
Die Liste der Mitglieder der Deutschen Akademie der Naturforscher Leopoldina für 1700 enthält alle Personen, die im Jahr 1700 zum Mitglied ernannt wurden. Insgesamt gab es fünf neu gewählte Mitglieder.

## Mitglieder
| Nr. | Name                        | Beiname       | Geboren       | Aufnahme | Gestorben     | Bild                |
| --- | --------------------------- | ------------- | ------------- | -------- | ------------- | ------------------- |
| 241 | Johann Friedrich Ortlob     | Democedes I.  | 2. Aug. 1661  | 2. Jun.  | 12. Dez. 1700 |                     |
| 242 | Georg Ernst Stahl           | Olympiodorus  | 22. Okt. 1659 | 25. Jun. | 14. Mai 1734  | Georg Ernst Stahl   |
| 243 | Johann Caspar Grimm         | Crito I.      | 23. Dez. 1662 | 15. Jul. | 1728          | Johann Caspar Grimm |
| 244 | Philipp Freiherr von Hulden | Praxagoras    | 28. Sep. 1646 | 18. Aug. |               |                     |
| 245 | Johann Baptista Werloschnig | Metrodorus I. | 23. Jan. 1670 | 26. Nov. |               |                     |